# Montichiari
Montichiari és un municipi italià, situat a la regió de la Llombardia i a la província de Brescia. L'any 2007 tenia 21.519 habitants.